# Annus mirabilis
Annus mirabilis (Latein für Wunderjahr) wird verwendet, um Jahre besonderer Erfindungen und Entdeckungen zu kennzeichnen, insbesondere wenn mehrere bedeutende Ereignisse in ein und dasselbe Jahr fallen. Es folgen einige Beispiele für anni mirabiles:

## 1665/1666: Isaac Newton
Im 19. Jahrhundert bezeichnete man die Zeit von 1665 bis 1666, als Isaac Newton vor der Pest zurück in seinen Heimatort Woolsthorpe-by-Colsterworth geflüchtet war, retrospektiv als annus mirabilis, da er in der Zeit die klassische Mechanik entwickelte und revolutionäre Entdeckungen in der Analysis, Bewegungslehre, Optik und Gravitation machte. Er selbst schrieb dazu:

“In the beginning of the year 1665 I found the Method of approximating
series & the Rule for reducing any dignity of any Binomial into
such a series. The same year in May I found the method of Tangents
of Gregory & Slusius, & in November had the direct method of
fluxions & the next year in January had the Theory of Colours & in
May following I had entrance into ye inverse method of fluxions .
And the same year I began to think of gravity extending to ye orb of
the Moon & (having found out how to estimate the force with wch
[a] globe revolving within a sphere presses the surface of the sphere)
from Keplers rule of the periodical times of the Planets being in
sesquialterate proportion of their distances .from the center of their
Orbs, I deduced that the forces wch keep the Planets in their Orbs
mu st [be] reciprocally as the squares of their distances from the
centers about wch they revolve: & thereby compared the force requisite
to keep the Moon in her Orb with the force of gravity at the
surface of the earth, & found them answer pretty nearly. All this was
in the two plague years of 1665- 1666. For in those days I was in the
prime of my age for invention & minded Mathematick s & Philosophy
more then at any time since.”

„Zu Beginn des Jahres 1665 fand ich die Methode zur Annäherung von Reihen sowie die Regel, jede Potenz eines Binoms in eine solche Reihe zu überführen. Im selben Jahr, im Mai, entdeckte ich die Tangentenmethode von Gregory und Slusius, und im November hatte ich die direkte Methode der Fluxionen. Im darauffolgenden Jahr, im Januar, entwickelte ich die Farbentheorie, und im Mai erlangte ich Zugang zur inversen Methode der Fluxionen.
Ebenfalls im selben Jahr begann ich über die Möglichkeit nachzudenken, dass die Schwerkraft sich bis zur Umlaufbahn des Mondes erstreckt. (Nachdem ich herausgefunden hatte, wie man die Kraft schätzt, mit der eine Kugel, die sich innerhalb einer Hohlkugel dreht, auf deren Oberfläche drückt.)
Aus Keplers Gesetz, wonach die Umlaufzeiten der Planeten im Sesquialterverhältnis zu ihren Entfernungen vom Zentrum ihrer Bahnen stehen, leitete ich ab, dass die Kräfte, die die Planeten in ihren Bahnen halten, umgekehrt proportional zu den Quadraten ihrer Entfernungen von den Zentren sind, um die sie kreisen. Ich verglich daraufhin die Kraft, die nötig ist, um den Mond in seiner Bahn zu halten, mit der Schwerkraft an der Erdoberfläche und stellte fest, dass beide annähernd übereinstimmen.
All dies geschah in den zwei Pestjahren 1665–1666. Denn in jenen Tagen befand ich mich im Höhepunkt meines schöpferischen Alters und widmete mich der Mathematik und Philosophie mehr als je zuvor oder danach.“

## 1666: John Dryden
John Dryden wurde durch die wundersame Eindämmung des Großen Brands von London zum Gedicht „annus mirabilis“ inspiriert, das ihn schlagartig berühmt machte und dem Jahr 1666 zeitgenössisch die Bezeichnung annus mirabilis einbrachte.

## 1794/1795: annus mirabilis jenensis
In Jena trafen in diesem Jahr Goethe, Schiller, Fichte, Wilhelm von Humboldt, Hölderlin und Sophie Mereau aufeinander. Der amerikanische Literaturwissenschaftler Theodore Ziolkowski fasste 1998 dies in dem Begriff „annus mirabilis jenensis“ – das Jenaer Wunderjahr – zusammen.

## 1905: Albert Einstein
Das Jahr 1905 wird häufig auch als annus mirabilis der Physik bezeichnet. In diesem Jahr veröffentlichte Albert Einstein neben seiner Dissertationsschrift vier bahnbrechende Arbeiten in der Fachzeitschrift Annalen der Physik.
1. In einem am 9. Juni veröffentlichten Artikel zur Deutung des Photoeffekts wird erstmals der Begriff des Lichtquants eingeführt. (Über einen die Erzeugung und Verwandlung des Lichtes betreffenden heuristischen Gesichtspunkt. In: Annalen der Physik, 17 (6), S. 132–148)
2. Die Erklärung der Brownschen Bewegung, publiziert am 18. Juli, gilt als wichtiger Schritt für den wissenschaftlichen Nachweis von Molekülen und schließlich von Atomen. (Über die von der molekularkinetischen Theorie der Wärme geforderte Bewegung von in ruhenden Flüssigkeiten suspendierten Teilchen. In: Annalen der Physik. 17 (8), S. 549–560)
3. Am 26. September erschien die grundlegende Arbeit zur Speziellen Relativitätstheorie. (Zur Elektrodynamik bewegter Körper. In: Annalen der Physik 17 (10), 891-921)
4. In einem Nachtrag vom 21. November leitete er die Äquivalenz von Masse und Energie ab. (Ist die Trägheit eines Körpers von seinem Energieinhalt abhängig? In: Annalen der Physik, 18 (13), S. 639–641)
5. Am 30. April legte Einstein der Universität Zürich seine Dissertation Eine neue Bestimmung der Moleküldimensionen vor, für die er am 15. Januar 1906 den Doktorgrad in Physik erhält.

In Würdigung der Arbeiten jenes Jahres wurde 2005 in Deutschland das Einsteinjahr unter anderem mit der Einstein-Meile begangen, zum ersten Mal stand ein Mensch im Mittelpunkt eines Jahres der Wissenschaft. Auch international, insbesondere in der Schweizer Bundesstadt Bern, in der Einstein während des Annus mirabilis lebte und arbeitete, wurde Einstein im Rahmen des Jahres der Physik 2005 geehrt.

## 1954: Poliobekämpfung
1954 wurde im Bereich Medizin bei der Bekämpfung der weltweiten Polioepidemie durch gleichzeitige Entstehung der ersten Intensivstation (Björn Ibsen) und Entwicklung der ersten Polioimpfung (Jonas Salk) zum Annus mirabilis.

## 1963: Philip Larkin
1963 war für den englischen Dichter Philip Larkin laut seinem gleichnamigen Gedicht sein Annus Mirabilis:
“…
 Between the end of the ‘Chatterley’ ban
 And the Beatles’ first LP.”

## 1989: Demokratisierungswelle im Osten Europas
Der Begriff wird auch im politischen Sinne für „das Jahr 1989 verwendet, in dem die Demokratisierungswelle im Osten Europas ihren Höhepunkt erreichte“.